# Conicobruchus decellei
Conicobruchus decellei là một loài bọ cánh cứng trong họ Bruchidae. Loài này được Arora & Singal miêu tả khoa học năm 1977.